# أرس ماغنا (كتاب)
أرس ماغنا (بالإيطالية: Ars Magna)‏ هو كتاب مهم مكتوب باللاتينية، حول الجبر نشره عالم الرياضيات الإيطالي جيرولامو كاردانو. عنوان الكتاب يعني الفن الكبير. نُشر الكتاب لأول مرة عام 1545 تحت عنوان Artis Magnæ, Sive de Regulis Algebraicis Liber Unus (الكتاب الأول حول الفن الكبير، أو قواعد الجبر).
نشر الكتاب للمرة الثانية في حياة كاردانو سنة 1570. يعتبر هذا الكتاب من الكتب الثلاثة الأولى من حيث الأهمية في بداية عصر النهضة. الكتاب الثاني هو الكتاب في دورات الكواكب السماوية لكوبرنيكوس والكتاب الثالث هو بنية جسم الإنسان لكاتبه أندرياس فيزاليوس.

## التاريخ
في سنة 1535 م، اشتهر نيكولو فونتانا تارتاغليا بفضل تمكنه من حلحلة المعادلات التكعيبية على شكل x3 + ax = b حيث a وb عددان حقيقيان موجبان. ، ولكن فضل أن يبقي اكتشافه هذا سرا. في عام 1935، طلب كاردانو من تارتاغليا أن يشرح له طريقته لحلحلة المعادلات التكعيبية. بعد تردد، استجاب تارتاغليا لطلب كاردان ولكن طلب منه أن لا ينشر هذه الطريقة حتى ينشرها هو، فوعده كاردانو بذلك. اعتمادا على حل المعادلة من الدرجة الثالثة، استطاع تلميذ كاردانو، لودوفيكو فيراري حل المعادلة من الدرجة الرابعة.

## المحتوى
الكتاب مقسم إلى أربعين جزءا. يحتوي على أول حلحلة جبرية نُشرت، للمعادلات من الدرجة الثالثة والمعادلات من الدرجة الرابعة.
اعترف كاردانو في كتابه بأن تارتاغليا هو من أعطاه الصيغة الممكنة من حلحلة نوع خاص من المعادلات التكعيبية، وبأن نفس الصيغة قد وجدها سيبيوني ديل فيرو، وبأن لودوفيتشو فيراري هو من وجد طريقة لحلحلة المعادلات من الدرجة الرابعة.
{\displaystyle {\sqrt[{3}]{-{\frac {q}{2}}+{\sqrt {{\frac {q^{2}}{4}}+{\frac {p^{3}}{27}}}}}}+{\sqrt[{3}]{-{\frac {q}{2}}-{\sqrt {{\frac {q^{2}}{4}}+{\frac {p^{3}}{27}}}}}},}

## وصلات خارجية
- .pdf of Ars Magna (باللاتينية)
- Cardano's biography